# Vivian McGrath
Vivian Erzerum Bede McGrath, Viv McGrath (ur. 17 lutego 1916 w Merrendee koło Mudgee, Nowa Południowa Walia, zm. 9 kwietnia 1978 w Burradoo, Nowa Południowa Walia) – australijski tenisista, zwycięzca wielkoszlemowych mistrzostw Australii w grze pojedynczej i podwójnej, reprezentant w Pucharze Davisa.

## Kariera tenisowa

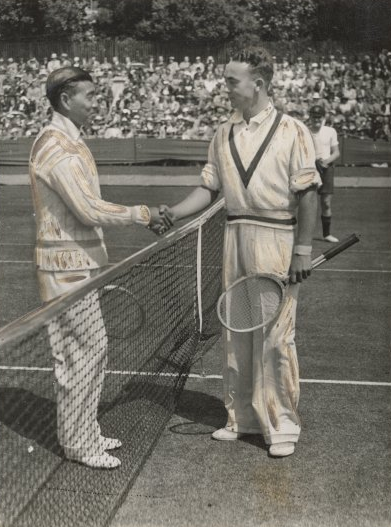
Vivian McGrath z Jiro Yamagishi w 1934 roku.

Był synem Herberta Francisa (właściciela hotelu) i Florence Sophie z domu Smith. Uczęszczał do Sydney Boys High School. W czasie nauki szkolnej ujawnił się jego talent sportowy, szczególnie w tenisie i krykiecie. Skoncentrował się na tenisie, w 1931 odniósł zwycięstwo w mistrzostwach stanowych Nowej Południowej Walii. Okrzyczany „cudownym dzieckiem” australijskiego tenisa, potwierdzał swoje możliwości w rywalizacji juniorskiej, sięgając po zwycięstwa w młodzieżowych edycjach międzynarodowych mistrzostw Australii (1932) i międzynarodowych mistrzostw Francji (1933). Jednocześnie z powodzeniem rywalizował w „dorosłym” tenisie. W 1932 po raz pierwszy doszedł do ćwierćfinału mistrzostw Australii, a w Sydney pokonał znanego Amerykanina Wilmera Allisona. Rok później w mistrzostwach Australii w ćwierćfinale wyeliminował pierwszą rakietę świata, Ellswortha Vinesa. W latach 1932–1940 w każdej kolejnej edycji mistrzostw Australii dochodził co najmniej do ćwierćfinału, na półfinałach kończąc występy w 1933, 1934, 1939 i 1940. W swoim jedynym singlowym finale wielkoszlemowym na tymże turnieju w 1937 pokonał kolegę z reprezentacji John Bromwicha po pięciosetowej walce. Był to pierwszy finał Wielkiego Szlema, w którym zmierzyło się dwóch graczy z oburęcznymi bekhendami.
W latach 30. odniósł także wiele sukcesów deblowych. W 1935 w parze z Jackiem Crawfordem, z którym przyjaźnił się także poza kortem, zdobył międzynarodowe mistrzostwo Australii (w finale z Patem Hughesem i Fredem Perrym). Rok później z tym samym partnerem w finale mistrzostw Australii musiał uznać wyższość Dona Turnbulla i Adriana Quista. Po raz trzeci wystąpił w deblowym finale australijskich mistrzostw w 1940, jeszcze raz z Crawfordem, tym razem ulegając Quistowi i Bromwichowi w trzech setach. Trzy finały z rzędu – wszystkie przegrane – zaliczył na międzynarodowych mistrzostwach Francji; w 1933 w parze z Adrianem Quistem uległ Hughesowi i Perry’emu, w 1934 w parze z Crawfordem uległ francuskim „Muszkieterom Tenisa” Jacques’owi Brugnonowi i Jeanowi Borotrze, w 1935 wspólnie z Turnbullem przegrał w australijskim finale z Crawfordem i Quistem. Borotrze i Brugnonowi miał okazję zrewanżować się w finale międzynarodowych mistrzostw Włoch w 1935, który razem z Crawfordem rozstrzygnął na swoją korzyść 4:6, 4:6, 6:4, 6:2, 6:2. Siłę pary McGrath-Crawford w rywalizacji krajowej potwierdza również pięć z rzędu tytułów w mistrzostwach Nowej Południowej Walii (1933-1937).
Wszystkie te rezultaty, a także m.in. ćwierćfinały gry pojedynczej na Wimbledonie w 1935 i 1937, przełożyły się na wysokie miejsca w nieoficjalnych rankingach światowych. W klasyfikacji „Daily Telegraph” dwukrotnie znalazł się w czołowej dziesiątce, w 1935 na 8. miejscu, w 1937 na 10. Nie mogło to także ujść uwadze opiekunów zespołu narodowego w Pucharze Davisa, mimo silnej rywalizacji krajowej. McGrath miał wprawdzie opinię zawodnika groźnego przede wszystkim na kortach australijskich, ale radził sobie także poza krajem, pokonując takich rywali jak Henner Henkel, Jirō Satō, Christian Boussus, Ladislav Hecht, Jiro Yamagishi, Sidney Wood. Debiutował w ekipie narodowej w marcu 1932, jako najmłodszy wówczas Australijczyk w Pucharze Davisa, po raz ostatni wystąpił w maju 1937, w przegranym deblu (z Crawfordem) przeciwko znanym Amerykanom Gene Mako i Donowi Budge’owi. Bilans jego występów zamknął się 12 zwycięstwami i 14 porażkami (11 zwycięstw i 12 porażek w singlu). Nie było mu dane wystąpić w finale Pucharu Davisa, zdominowanym w tym okresie przez Brytyjczyków pod wodzą Freda Perry’ego. Najbliżej gry w finale był w 1936, kiedy miał znaczny awans w awansie Australii do decydującej rozgrywki dzięki wygranej w singlu przeciwko Niemcowi Henkelowi i w deblu z Crawfordem przeciwko Henkelowi i Von Crammowi; ostatecznie jednak w finale obok Crawforda Australię reprezentował Adrian Quist, a trofeum obronili Brytyjczycy.
Grę turniejową McGrath (obdarzony przydomkiem „McGraw”) łączył z pracą zawodową w firmie produkującej sprzęt sportowy A.G. Spalding & Bros (N.S.W.) Pty Ltd. Uczestniczył również w meczach pokazowych. Karierę sportową Australijczyka przerwała II wojna światowa. McGrath służył wojskowo od listopada 1941 do maja 1946, w formacjach transportowych (doszedł do stopnia sierżanta), biorąc także od czasu do czasu udział w pokazowych meczach tenisowych z amerykańskimi tenisistami, również służącymi w armii. Po wojnie nie powrócił już do poprzedniej dyspozycji, na co wpływ miały również liczne kontuzje i choroby (urazy nadgarstka i stopy na tle artretycznym, astma). Do schyłku lat 50. kontynuował pracę w firmie Spalding & Bros, później został trenerem tenisowym. Prowadził przede wszystkim zajęcia w kilku prywatnych szkołach, ale dojeżdżał również do Canberry, gdzie uczył tenisa w ambasadzie japońskiej. Zajmował się również wyścigami konnymi i futbolem australijskim.
W historii tenisa Vivian McGrath zapisał się przede wszystkim jako pionier oburęcznego bekhendu. Praworęczny, w pierwszych latach kariery uważany za gracza ze słabym bekhendem, uczynił z tego uderzenia silną i skuteczną broń, która szybko znalazła naśladowców (m.in. współczesny mu Bromwich) i zyskała dużą popularność. McGrath zapoczątkował również tenisowy zwyczaj, współcześnie już nieobecny na zawodowych kortach ze względu na bezpieczeństwo graczy – akcję serwisową rozpoczynał z dwiema piłkami w dłoni, a jeśli trafił pierwsze podanie, drugą piłkę odrzucał za siebie na koniec kortu.

## Osiągnięcia w turniejachwielkoszlemowych
- mistrzostwa Australii
  - gra pojedyncza – wygrana 1937
  - gra podwójna – wygrana 1935, finały 1936, 1940 (wszystkie z Jackiem Crawfordem)
- mistrzostwa Francji
  - gra podwójna – finały 1933 (z Adrianem Quistem), 1934 (z Jackiem Crawfordem), 1935 (z Donem Turnbullem)

## Finały singlowe w turniejach wielkoszlemowych
- mistrzostwa Australii 1937 – 6:3, 1:6, 6:0, 2:6, 6:1 z Johnem Bromwichem